# Zé Queiroz
José Queiroz de Lima (Caruaru, 30 de dezembro de 1941) mais conhecido como Zé Queiroz é um político Brasileiro filiado ao Partido Democrático Trabalhista, foi Deputado Estadual por Pernambuco, advogado e ex-radialista.  Foi prefeito de Caruaru, tendo ocupado o cargo de chefe do governo municipal por quatro mandatos. de 1983 a 1988, de 1993 a 1996 e de 2009 a 2016. É filiado ao Partido Democrático Trabalhista (PDT).

## Biografia
José Queiroz de Lima nasceu em Caruaru, no bairro do Cedro. Filho do comerciante, proprietário de mercearia, Euclides Queiroz de Lima e de Leopoldina Queiroz de Lima, Dona Cila, tem cinco irmãos: Eleuzina, Eunice, Edvaldo, Enedina e Paulo Queiroz. É casado com Carminha Queiroz com quem tem 2 filhos que são, Wolney Queiroz, empresário e atual ministro da previdência social, e Wolmer, empresário do comércio.

## Início da carreira pública
Advogado formado pela Faculdade de Direito de Caruaru, em 1970, fez também o curso de especialização em Administração Pública pela Fundação Getúlio Vargas, no Rio de Janeiro, na condição de assessor do prefeito João Lyra Filho.
Ao regressar do Rio, foi indicado para integrar a equipe do General Aguinaldo Almeida, coordenador de planejamento da Prefeitura e titular da Comissão de Desenvolvimento de Caruaru – CODECA. Em 1964, ao final da administração de João Lyra Filho, assumiu a direção da Companhia de Água e Esgotos de Caruaru – CAEC. Por ter passado em primeiro lugar no concurso do Banco do Brasil, Queiroz foi convocado para trabalhar na agência de Caruaru. Exercia as funções de bancário, e, simultaneamente, atuava como comentarista esportivo no rádio local.

## Carreira política
Enfrentou sua primeira disputa eleitoral para o cargo de prefeito de Caruaru em 1976, sendo derrotado por Drayton Nejaim.

## Deputado Estadual
Foi eleito Deputado Estadual em 1978, pelo então MDB, do qual chegou a ser líder por dois períodos consecutivos na Assembléia Legislativa.

## 1º Mandato como Prefeito
Em 1982 foi eleito para o seu primeiro mandato como prefeito de Caruaru, que durou até 1988 e obteve aproximadamente 90% de aprovação popular.

## Disputa para o Senado em 1990
Disputou o cargo de Senador por Pernambuco nas eleições de 1990, e por menos de 1% dos votos, acabou perdendo para o então ex-governador Marco Maciel.

## 2º mandato como Prefeito
2 anos depois da derrota para o Senado, foi eleito novamente prefeito de Caruaru, governando pela segunda vez no período de 1993 a 1997.

## Deputado Estadual 1998
Foi eleito para o segundo mandato de Deputado Estadual em 1998, se reelegendo nas eleições seguintes de 2002 e 2006.

## 3º e 4º Mandato como Prefeito
Nas eleições de 2008, foi eleito para o terceiro mandato como prefeito de Caruaru, se reelegendo para  quarto mandato em 2012.